# II liga słowacka w piłce nożnej mężczyzn
2. liga jest drugą klasą rozgrywkową piłki nożnej na Słowacji. Rywalizuje w niej 12 zespołów. Mistrz ligi uzyskuje awans do I ligi, a dwie ostatnie spadają do III ligi. W latach 2006–2011 rozgrywki drugiego poziomu ligowego nosiły nazwę I liga.